# Michèle Auclair
Pour les articles homonymes, voir Auclair.
Michèle Auclair, née Michèle Blot le 16 novembre 1924 à Paris et morte dans cette ville le 8 juin 2005,, est une violoniste française et une pédagogue.

## Biographie
Michèle Auclair est née dans une famille se consacrant aux arts et à la culture. Son premier professeur fut Line Talluel et plus tard, au Conservatoire de Paris, elle a travaillé avec Jules Boucherit, Boris Kamensky et Jacques Thibaud.
En 1943, elle a remporté le premier prix du Concours international Marguerite-Long-Jacques-Thibaud et en 1945, le premier prix du Concours international d'exécution musicale de Genève. Elle a alors entrepris une carrière internationale.
À partir de 1956, elle a collaboré avec la pianiste Jacqueline Bonneau, et ensemble, elles donnèrent leur premier concert l'année suivante. En 1962 a débuté une autre collaboration avec la pianiste Geneviève Joy.
En 1969, elle est devenue professeur de violon au Conservatoire national supérieur de musique et de danse de Paris en même temps que Pierre Doukan. Durant les deux décennies suivantes, leurs étudiants ont remporté plus de 45 prix internationaux. Elle a aussi enseigné au New England Conservatoire de Boston. Parmi les élèves de Michèle Auclair, on peut citer Laurent Korcia, Philippe Aïche, Anne Mercier, Carolin Widmann, Irina Muresanu, Stéphanie Moraly et Philippe Graffin.
Elle a épousé le compositeur Antoine Duhamel, puis le critique Armand Panigel.
En 1995, elle reçoit la Légion d'honneur pour toute son action dans le domaine de la musique.
Un petit portrait la représentant enfant réalisé par le peintre Jacques Blot est conservé au musée Sainte-Croix de Poitiers.

## Discographie
- Tchaïkovski, Concerto pour violon - Orchestre symphonique de Vienne, dir. Kurt Woess (1951, LP Masterseal/Plymouth Record P-12-121) (OCLC 56828652)
- Max Bruch, Concerto pour violon no 1 – Orchestre symphonique de Vienne, dir. Wilhelm Loibner (1952, Remington Records) (OCLC 9871799)
- Igor Stravinsky, Histoire du soldat – Jean Marchat, narrateur ; Michel Auclair, le soldat ; Marcel Herrand, le diable ; ensemble instrumental, dir. Fernand Oubradous (1953, Vox Records) (OCLC 10028991)
- Franz Schubert, L'Œuvre pour violon : op. 70, 137, 159 – Geneviève Joy, piano (novembre 1962, Erato LDE 3236) (OCLC 30536956)
- Ravel et Debussy - Sonates pour violon – Jacqueline Bonneau, piano (1960, LP Les Discophiles Français 525122) (OCLC 693391419)
- Concertos pour violon nos 4 et 5 de Mozart*, Tchaikovski**, Mendelssohn** et Brahms° – Orchestre philharmonique de Stuttgart, dir. Marcel Couraud* ; Orchestre symphonique d'Innsbruck, Robert Wagner** ; Orchestre symphonique de Vienne, dir. Willem van Otterloo° (1958, 1960 et 1963, Philips PHCP-1250-2) (OCLC 27084554)
- Beethoven, Sonate pour violon no 5, op. 24 « Le printemps » – Geneviève Joy, piano  (1979, LP Musique et culture MC3003) (OCLC 761675773)